# 조호쿠촌 (효고현 시카마군)
조호쿠촌(城北村)은 효고현 시카마군에 있던 촌이다. 현재의 히메지시  중심부의 북쪽, 히메지성 북쪽 일대에 해당한다. 

## 역사
- 1889년 4월 1일 - 정촌제 시행에 의해 시키토군 조호쿠촌이 성립하였다.
- 1896년 4월 1일 - 군 통합에 의해 시카마군이 성립하여 소속이 변경되었다.
- 1925년 4월 1일 - 히메지시에 편입해, 동일 조호쿠촌은 폐지되었다.

## 참고문헌
- 商業興信所編『日本全国諸会社役員録 明治30年』商業興信所、1893 - 1911年。
- 『衆議院要覧 明治41年12月訂正』衆議院事務局、1897 - 1909年。
- 大日本篤農家名鑑編纂所編『大日本篤農家名鑑』大日本篤農家名鑑編纂所、1910年。
- 田住豊四郎編『現代兵庫県人物史』県友社、1911年。
- 『가도카와 일본지명 대사전 28권 효고현 』。